# 芬兰堡
芬兰堡（芬蘭語：Suomenlinna）位於芬兰首都赫尔辛基市中心東南部，由八個島嶼組成。
芬兰堡由200座建築和綿延6公里（3.7英哩）的防禦牆所組成，是瑞典王国用于防御俄罗斯帝国的扩张，于1748年开始建造的要塞，它原来的名字叫“斯韦阿堡”（Sveaborg，意即“瑞典人的城堡”），芬兰族人则以芬兰语读法称其为“维亚堡”。1918年出于爱国及民族主义的原因城堡被重新命名为“芬兰堡”（Suomenlinna），但是在瑞典及芬兰瑞典族人仍称其为“斯韦阿堡”，要塞工程的总负责交给了军官及建筑师奥古斯丁·厄伦斯瓦德。原本的菱堡设计方案深受当时著名的军事工程师沃邦的理念及星形要塞原理的影响，尽管被修改运用到一群岩石小岛上。因其戰略位置而有「北方的直布羅陀」之稱。
除了在岛上的要塞之外，在陆地上朝向海面的防御工事能确保敌人很难抢滩登陆。芬兰堡也是瑞典陆军和瑞典皇家海军驻守芬兰的部队存放军需品的地方。在芬兰战争中，这座要塞于1808年5月3日向俄国投降，这为俄军于1809年占领芬兰铺平了道路。當前則被列為联合国教科文组织的世界文化遗产。

## 瑞典时期

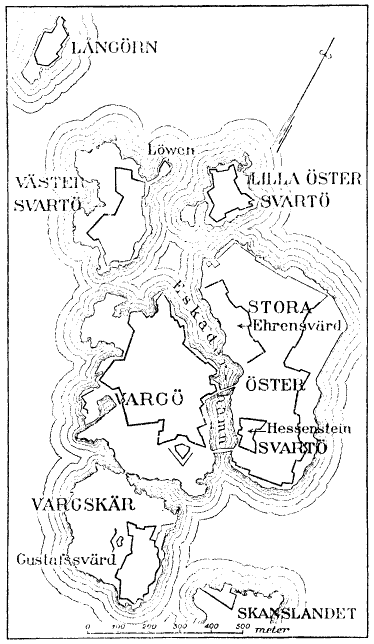
1790年代的斯韦阿堡地图

### 背景
在之前的大北方战争中，俄国利用瑞典在英格里亚的弱势而夺取了涅瓦河邻近的地区及瑞典为保护该地区而修建的两座城堡（Nyen，Nöteborg）。1703年，彼得大帝在芬兰湾的最东面建造了他的新都圣彼得堡。在圣彼得堡前方的海面上他建造了碉堡化的海军基地喀琅施塔得。俄国很快地成为了一个海洋强国及波罗的海中一支不可忽视的力量。这个情况对瑞典来说是一个威胁，直到那个时候瑞典在波罗的海地区占据了统治地位。当俄国在1710年使用海军的力量来夺取维堡之后，这个威胁越发明显。17世纪时根据对海军的需求瑞典把主要海军基地设在位于波罗的海南部的卡尔斯克鲁纳，这对防守芬兰来说有点太远了。结果经常是当俄国船队和军队已经开始或结束了他们的春季征战后，瑞典的船只才赶到芬兰的海岸来。
当俄国在1713年春季登陆赫尔辛基及在1714年瑞典封锁汉科半岛失利后，瑞典在海岸防守方面的缺陷越来越突出了。在大北方战争结束前俄国对瑞典海岸线的一次海事征战迫使瑞典把加强芬兰海岸的防守纳入议题。战争结束后瑞典立即就开始建立一支群岛舰队及设在芬兰为其提供服务的基地。但是直至俄瑞战争（1741-1743年）结束时针对斯韦阿堡来说还未采取任何行动。在哈米纳和拉彭兰塔的防御工事半途而废，在海门林纳的防御工事作为供应基地则修建好了。加强芬兰海岸防守的工程进展缓慢，原因有多种：缺乏资金、不情愿为防守芬兰而拨款、以及在战前瑞典认为有能力把俄国从波罗的海中赶走。
在之后的俄瑞战争（1741-1743年）中，局势从瑞典的攻势转变为俄国对芬兰的占领。这再一次证明了加强芬兰防御工事的重要性。由于在芬兰缺少运作基地，这使得瑞典海军在此地区的运行变得困难。其他欧洲国家也在意局势的发展，特别是与瑞典结成军事同盟的法国。经过冗长的辩论后，瑞典议会在1747年决定强化瑞俄边境的防守，并针对喀琅施塔得而在赫尔辛基建造海军基地。前线堡垒则建造在洛维萨小镇旁边的斯瓦特霍尔姆。

### 城堡的建造
瑞典于1748年开始建造这个防御工事，此时芬兰还是瑞典王国的一部分。奥古斯丁·厄伦斯瓦德和他在赫尔辛基前方海岛上建造的巨大要塞给该地区带来了新的意想不到的重要性。在赫尔辛基及其海岛上的防御工事在1748年1月开始建造，其时年轻的厄伦斯瓦德中校抵达这里来指挥建造工程。
厄伦斯瓦德对城堡的设计有两点主要考虑：在每个相连的岛上有独立的防御工事，及在这个综合体的中心建造一个海军船坞。开始时士兵住在各堡垒中的洞窟里，而军官们则住在巴洛克风格的住宅区里。这个雄心勃勃的计划只实施了一半：一个部分以巴黎旺多姆广场为蓝图的巴洛克广场建在大黑岛上。随着工事建筑的进展，越来越多的住房也随之而建，很多是随着新建的城墙而建的。厄伦斯瓦德和其他的一些军官也是热心的艺术家，他们画了一些表现要塞建设时期的生活景象的油画，给人留下了一个“要塞小镇”活跃社区的景象。
厄伦斯瓦德的计划包括两个防御工事：一个在斯瓦特霍尔姆的海上要塞和一个在赫尔辛基的练兵场。斯韦阿堡仅仅是一个有着朝向陆地方向防御工事的海上要塞，而作为该计划的补充。额外的计划还包括强化汉科半岛，但这些计划被推迟了。始于1748年春季的建设逐步扩大，到九月份时大约有2500人在修建。由于1749至1750年间俄国多次骚扰，更多的精力从陆地防御工事的建设转移到对海岛的强化，从而为瑞典海军在芬兰海岸线上的运作提供一个安全基地。海上要塞扩展至六个岛上：塞尔凯岛、西黑岛（芬：Länsi-Mustasaari，瑞：Västersvartö）、小黑岛（芬：Pikku-Mustasaari，瑞：Lilla Östersvartö）、大黑岛（芬：Iso Mustasaari，瑞：Stora Östersvartö）、狼岛（芬：Susisaari，瑞：Vargö）和狼礁（芬：Susiluoto，瑞：Vargskär），狼礁在要塞建筑过程中被改名为“古斯塔夫之剑”（芬：Kustaanmiekka，瑞：Gustavssvärd）。
驻守在芬兰的士兵被调来建设要塞，在1750年有超过6000人在工地上工作。古斯塔夫之剑的防御工事在1751年完工，在狼岛上的首要防御工事在1754年不算完工的话也基本上能全面运作。这些成就并未减慢建造的步伐，在1755年有7000名工人在有两千居民的赫尔辛基城外建造防御工事。由于瑞典参与七年战争，这使得建造工程在1757年停止，而斯韦阿堡快速建造的阶段也告一段落。
在1766年“便帽党”上台执政时厄伦斯瓦德的职务被一位便帽党支持者取代。但是在1769年“礼帽党”重新执政后，厄伦斯瓦德重新执掌部署在芬兰的瑞典群岛舰队。到1772年厄伦斯瓦德去世时斯韦阿堡的防御工事没有新的进展。后来在新任指挥官的领导下防御工事得到进一步扩展。但由于意见与国王不一，其任期很快就被撤销。后来驻守士兵数量削减，扩建进程又减慢了。在1776年斯韦阿堡的指挥官报告说士兵数量勉强只够操作十分之一的大炮。甚至在1788年俄瑞战争（1788–1790年）开始时斯韦阿堡还处于部分未完成状态。
在1760年代斯韦阿堡里建设了为瑞典群岛舰队造船的设备。1764年最早一批的三艘护卫舰从斯韦阿堡启航。除了建造防御工事和战舰之外，厄伦斯瓦德在1770年起开始自己资助海军军官的培训。1779年海军军官学校才正式在斯韦阿堡建立。

### 經營

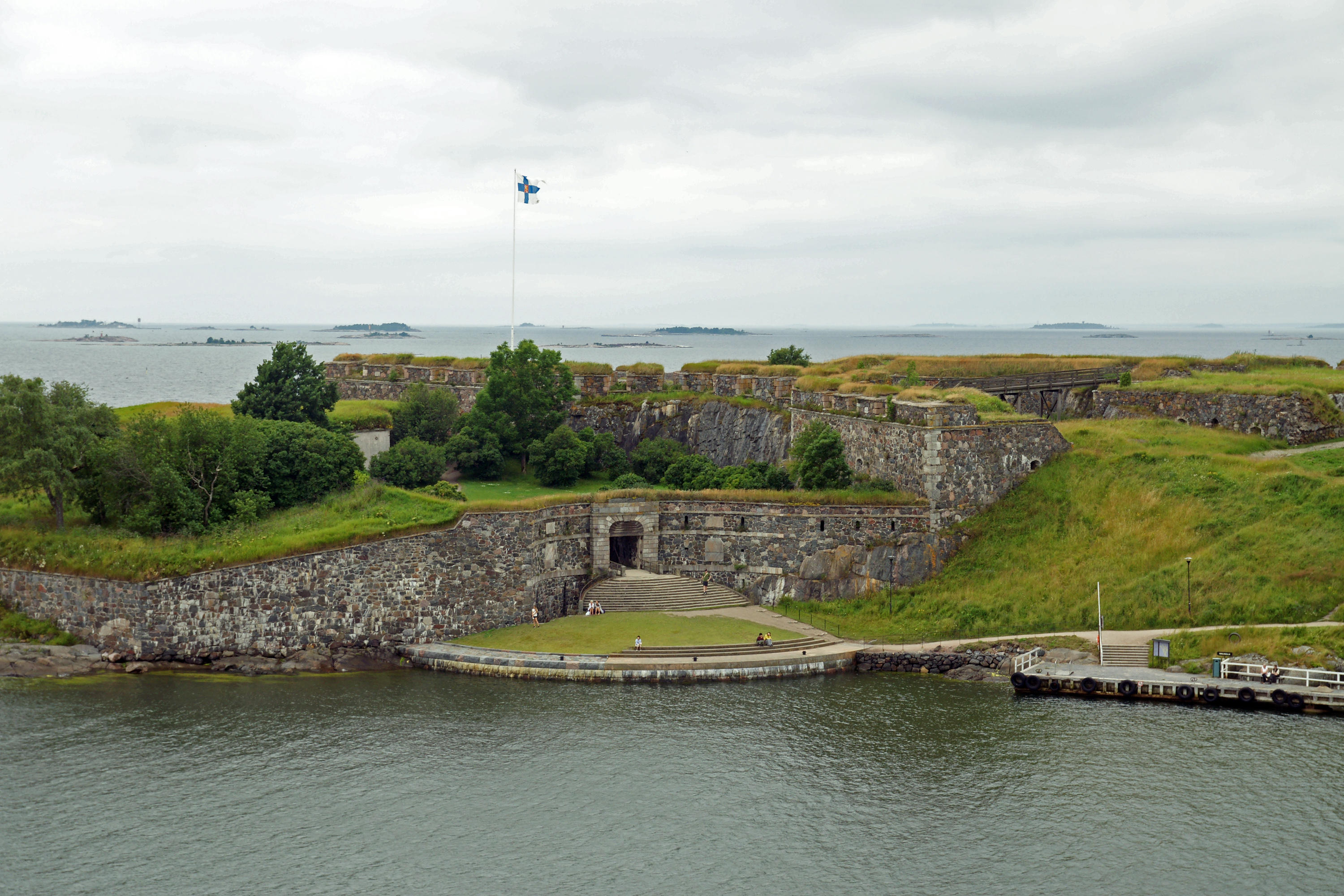
国王门

斯韦阿堡是根据瑞典群岛舰队的需求而建立及补充军需的，但在霍格兰战役之后它未能为瑞典战舰提供修理和补充军需的服务。那里也缺乏照顾伤病士兵的设施。俄国也控制住斯韦阿堡的外部水域，从而阻止了瑞典战舰前往斯韦阿堡。俄国也控制住了经过汉科的航线，有效地阻止了从瑞典到斯韦阿堡的军需物品的供给。当瑞典战舰最终在11月20日从卡尔斯克鲁纳基地出发时，海面已经冰冻住了，以至必须锯开冰面后船只才能往前行驶。而由于缺乏供给及设备，船只也无法在斯韦阿堡过冬。
1788年底1789年初通往瑞典的航线再一次开通时，俄国军舰在波卡拉半岛拦截了从斯韦阿堡到瑞典的联系。甚至在那时并经过努力后，在战争结束时有几艘船只还没有在斯韦阿堡竣工。斯韦阿堡的重要性没有逃脱俄国的注意，俄国在1790年的大规模行动中从海上和陆地上对斯韦阿堡进行了围堵。
俄国沙皇亚历山大一世与拿破仑签署协议后，俄国于1808年发动了对瑞典的战争，并夺取了芬兰。俄军轻松地在1808年初夺取了赫尔辛基，开始炮轰斯韦阿堡。斯韦阿堡的指挥官卡尔·奥洛夫·克龙斯特德协商了停火协议。在直到五月没有瑞典援军到达的情况下，几乎有七千驻军的斯韦阿堡向俄国投降。克龙斯特德投降的具体原因现在还不太清楚，但很可能的原因有：绝望的局势、俄军的心理战、可能被收买的内奸劝说、害怕大批平民因此丧生、火药的不足、以及地理位置上的隔离。根据1809年的《弗雷德里克港和约》，芬兰被割让给俄国，并成为俄罗斯帝国之下的一个自治大公国。芬兰历史中长达7世纪的瑞典时期宣告结束。

## 俄国统治时期
自从控制了城堡后，俄国开始了大规模的建设项目，主要是修建新的兵营、扩宽船坞、以及加固城墙。1853至1856年的克里米亚战争打破了自政权交接后长时间的和平。联军决定在两条战线上对俄国开战，派出一支英法联合舰队开赴波罗的海。在两个夏天里舰队对芬兰海岸的城镇和防御工事进行不停地炮击。对斯韦阿堡的炮击持续了47小时，城堡遭受严重破坏，然而他们不足以击倒俄军的火力。炮击之后，英法舰队没有派兵上岸，而是继续朝喀琅施塔得航行。
在克里米亚战争之后，对斯韦阿堡展开了大规模的修复工作。在岛屿的西边和南边新建了炮台。
在朝向第一次世界大战的演变过程中斯韦阿堡及芬兰湾再次被武装起来。城堡及周围的岛屿成了保护俄国首都圣彼得堡的“彼得大帝海上防线”的一部分。
自从1917年俄国革命之后，城堡成为独立的芬兰的一部分。芬兰内战后岛上曾建有一个监狱。

## 现况

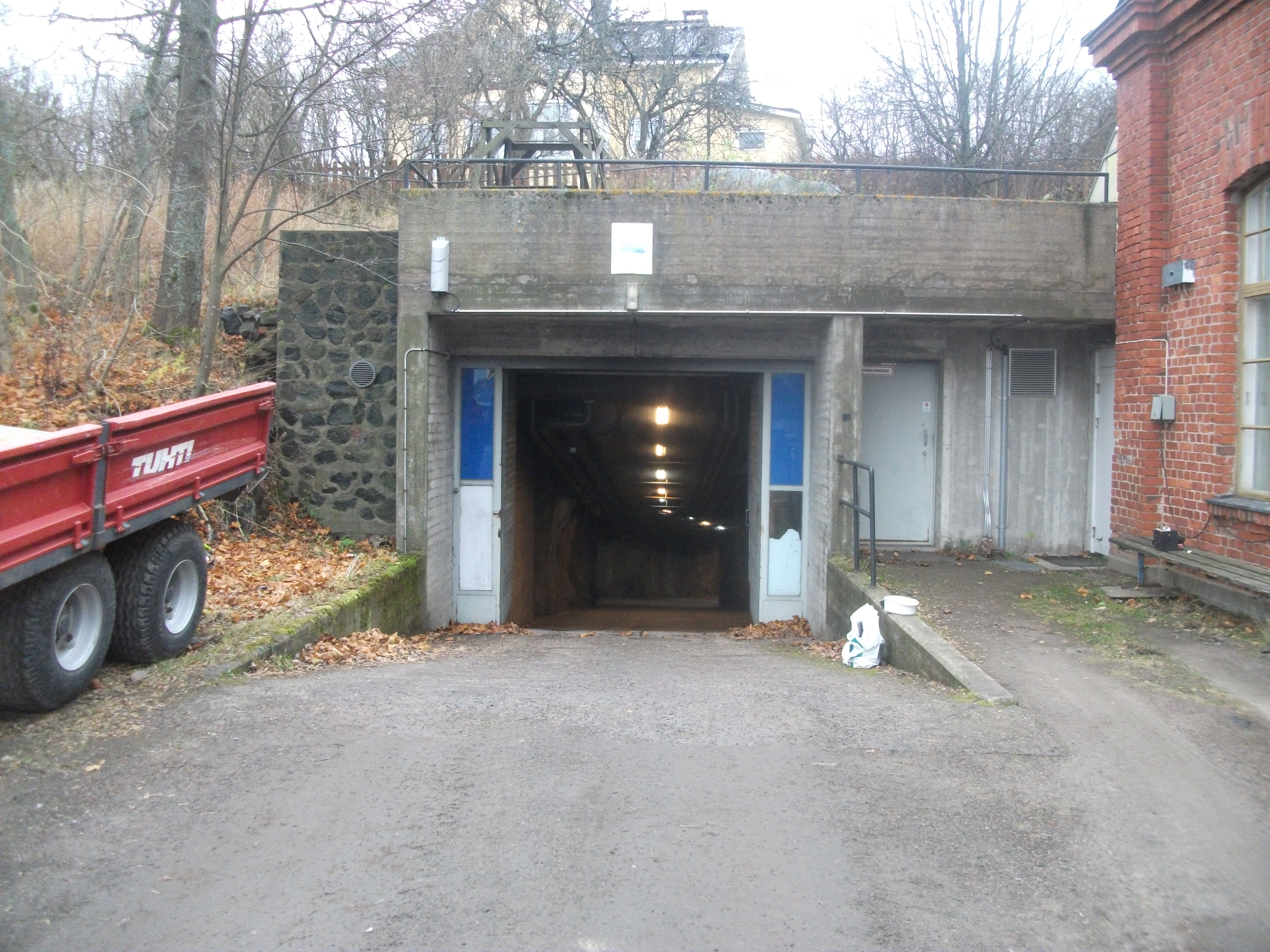
芬兰堡服务隧道的入口

芬蘭堡长期以来就不适宜作为军事基地，所以在1973年转交给民政部门来管理。由此成立了一个独立的政府部门（芬兰堡管理处）来负责管理这个独特的综合体。时不常会出现公众讨论是否恢复使用原先的芬兰语名字维亚堡（Viapori），但后来改的“芬兰堡”名字得以保留。在最近几十年来岛上的军事部署大幅度地下降。隶属芬兰海军的海军学院座落在芬兰堡的兵营里。现在芬兰堡上空还是飘扬着军旗，即带有燕尾的芬兰政府旗。
现今芬兰堡是赫尔辛基的一个备受欢迎的旅游景点，也是居民喜爱的野餐去处。岛上在天气晴朗的夏日，特别是在渡轮上，人群会很多。在2009年，访问芬兰堡的人数为破纪录的713000人，大多数是在五月到九月之间访问的。岛上有几个博物馆，以及芬兰最后保留的潜艇韦西科号（Vesikko）。
芬兰堡从来就不只是赫尔辛基的一部分，它是城中之城。现在大约有900人住在岛上，350人全年在岛上工作。这就是芬兰堡独特的地方：城堡不仅仅是一座博物馆，它也是一个生机勃勃的社区。
公众全年都可以乘坐渡轮前往芬兰堡。在1982年兴建了一条服务隧道来供应暖气、水和电力。在1990年代初期隧道得以改建，从而在紧急情况下也可开车通过。
芬兰堡一直以艺术的前卫地点而著称。在1980年代北欧艺术中心在岛上成立。几所建筑也被改造成艺术家的工作室，芬兰堡管理处把它们以合理的价格出租给艺术家。在夏天为儿童开设一个艺术学校。芬兰堡夏季剧院的表演也经常满座。

## 格言
在芬兰堡的国王门（Kuninkaanportti）上，用大理石板镌刻着奥古斯丁·厄伦斯瓦德的一句格言“后人们，凭你自己的实力站在这里，不要依靠外国人的帮助。”（Eftervärld, stå här på egen botn och lita icke på främmande hielp）。

## 登錄世界遺產
1991年，聯合國教科文組織將芬兰堡以「芬蘭堡要塞」名義提名為世界文化遺產，編號第583號，認為其滿足以下一個獲選條件：
1. 在軍事建築史上，芬蘭堡要塞是17和18世紀防禦工事原則的傑出範例，尤其是堡壘系統充分展示了海防特色。（文化遺產標準四）；

## 圖片

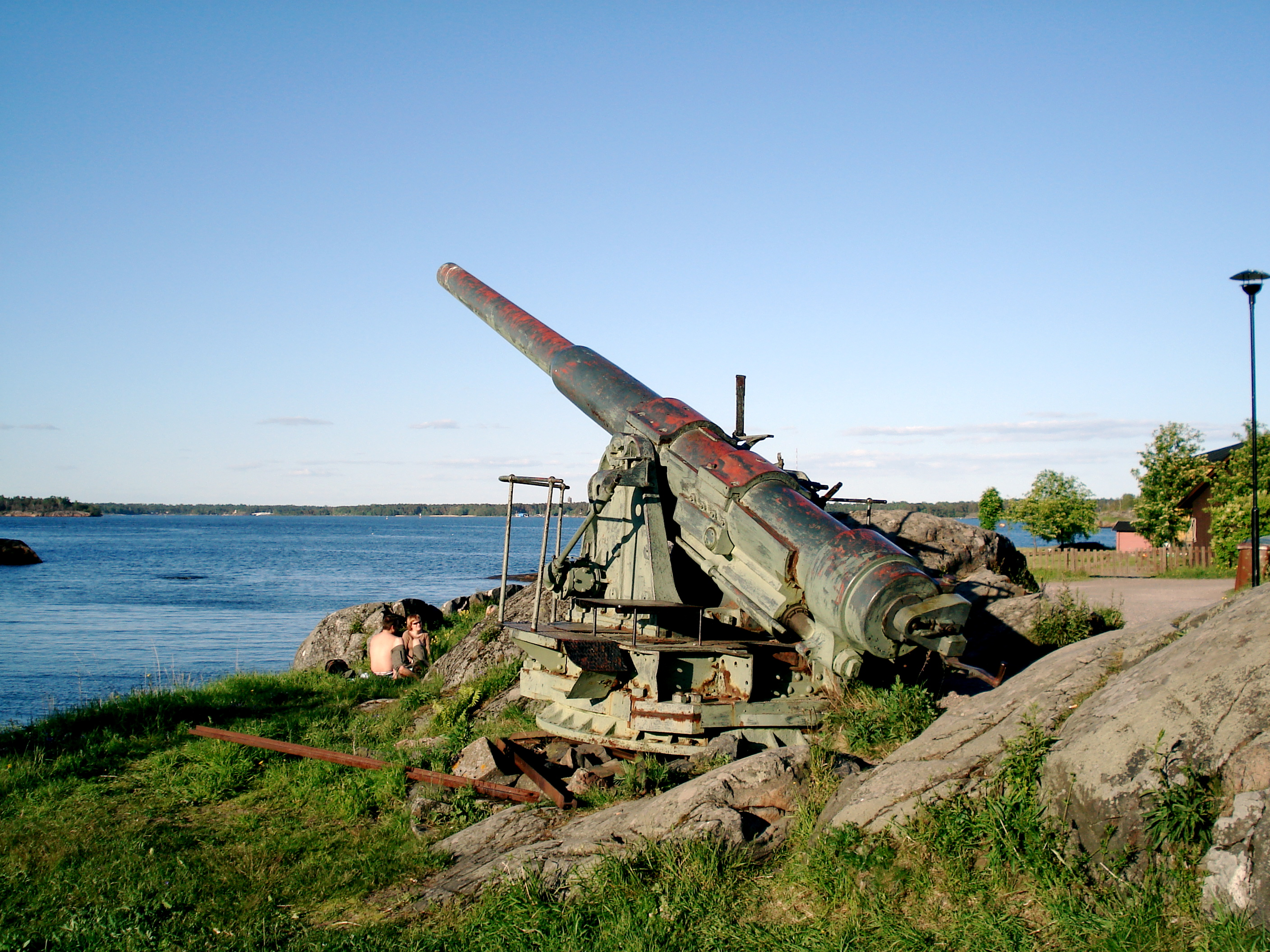
奧布霍夫工廠開發的大砲，現在芬兰堡要塞展示
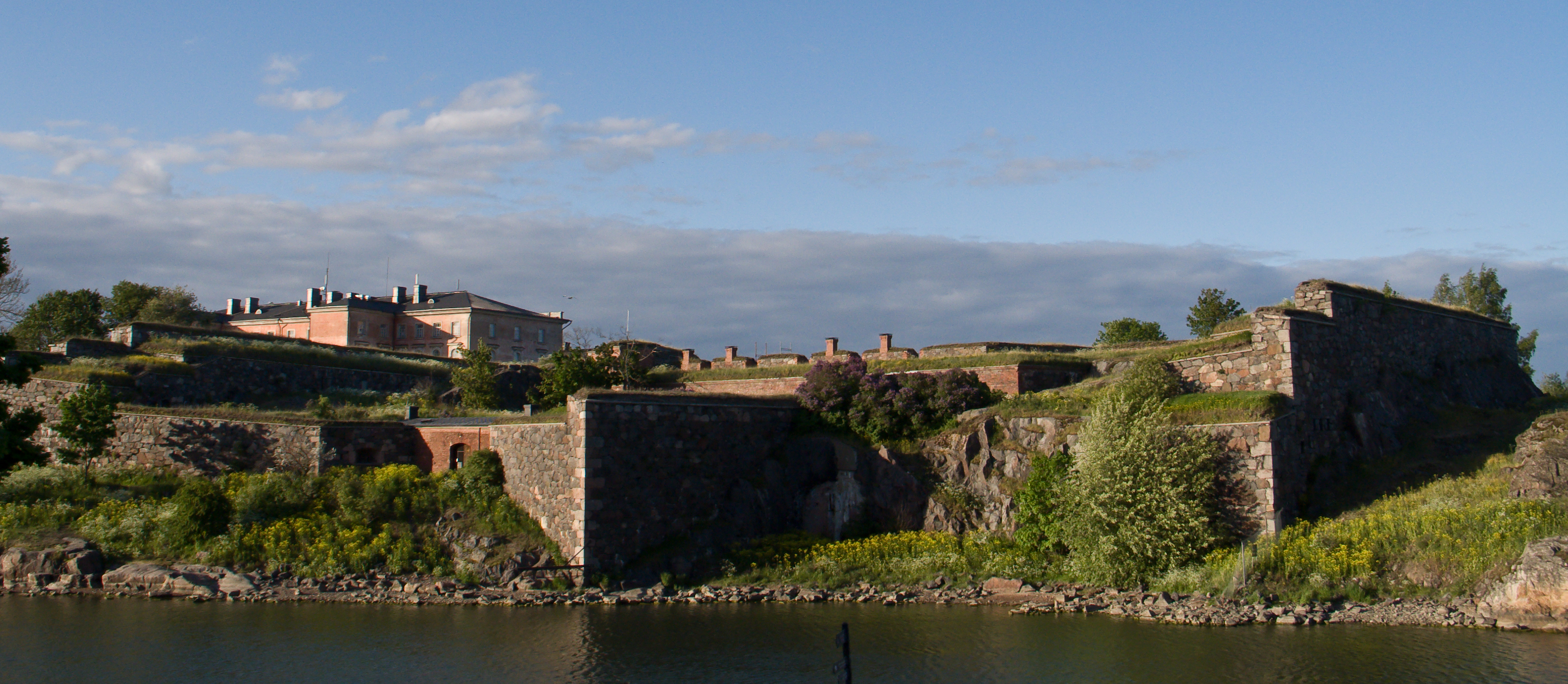
芬兰堡要塞牆
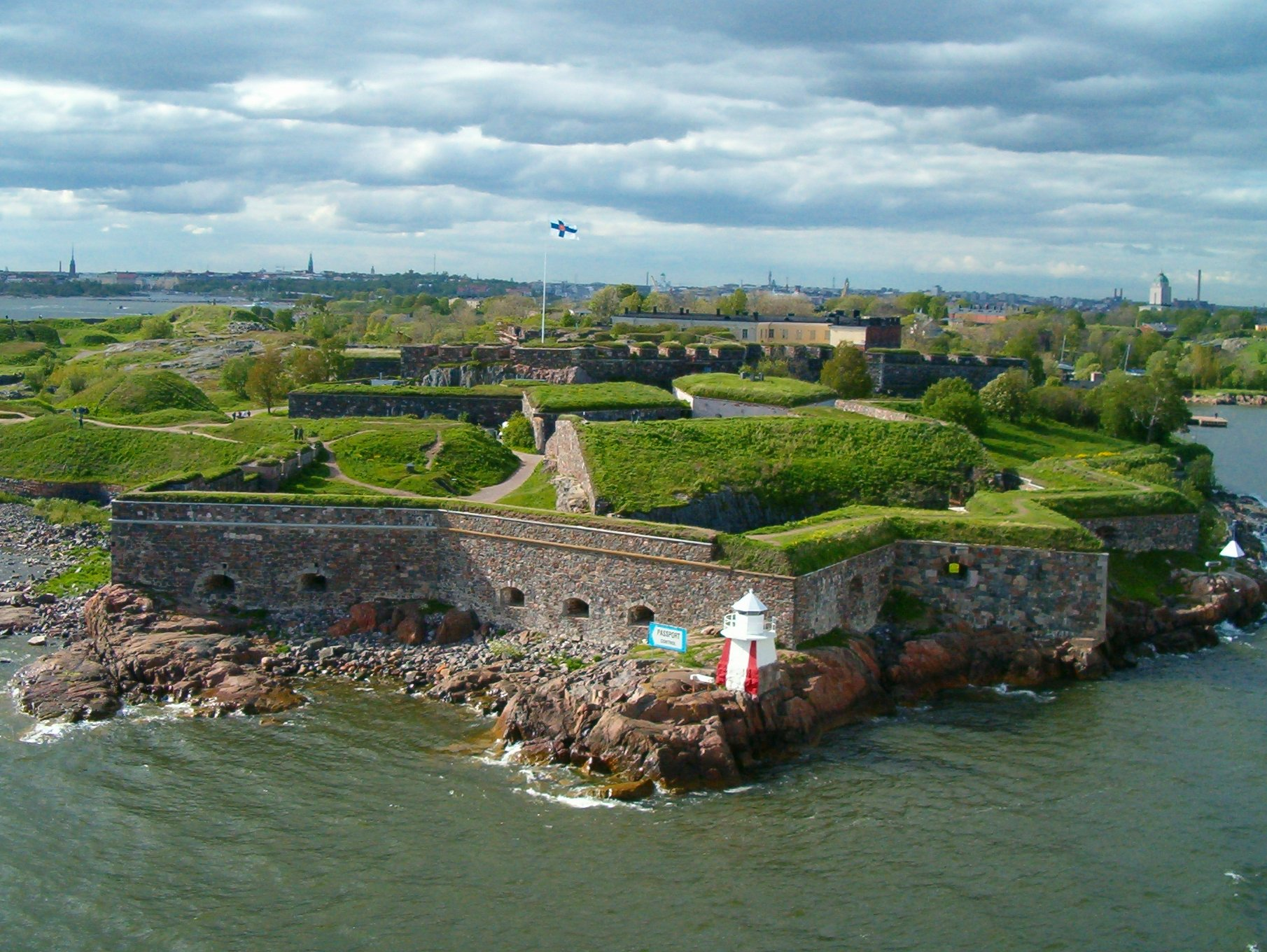
芬兰堡要塞牆
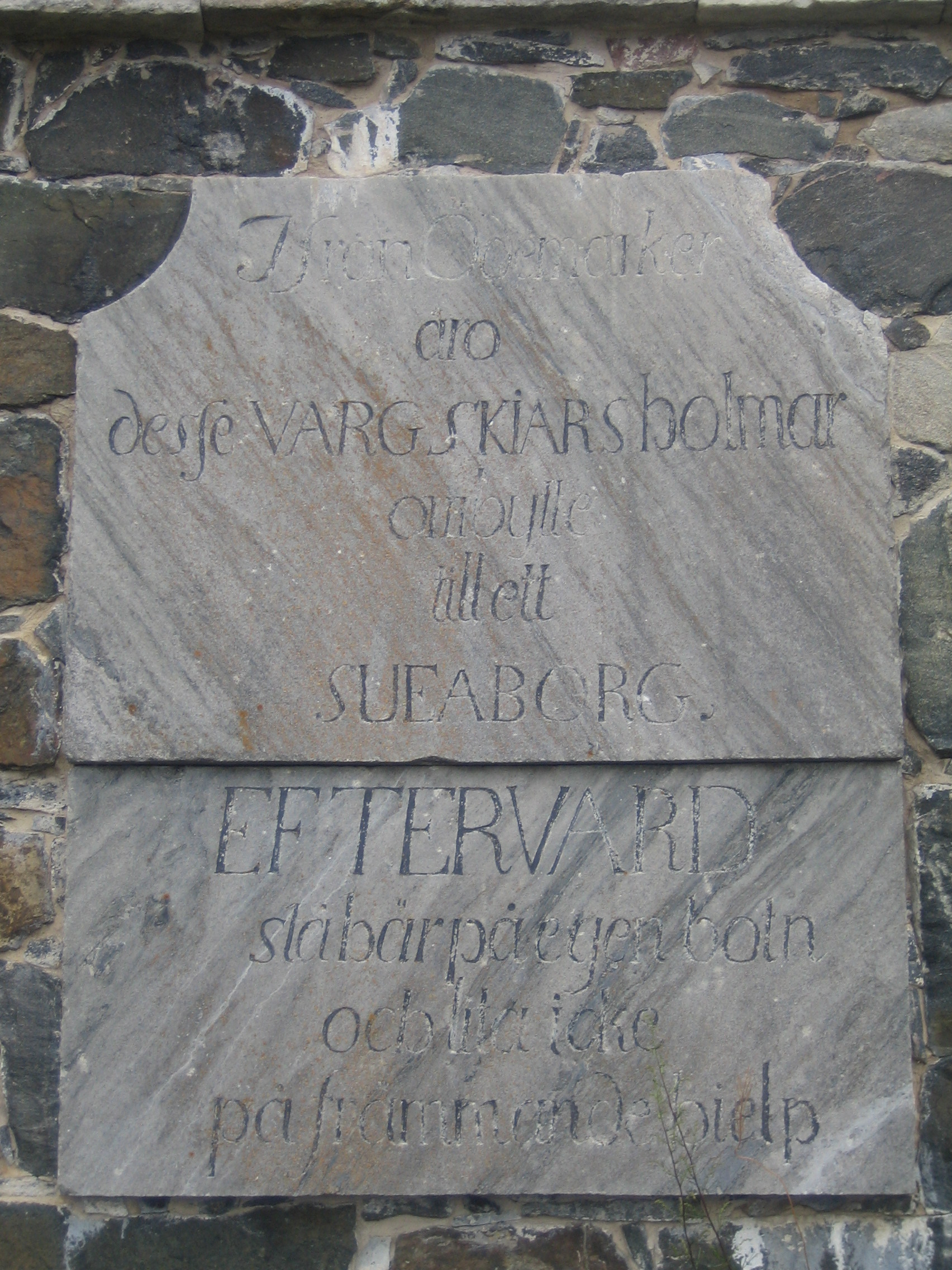
厄伦斯瓦德格言的石板

### 書目
- Mattila, Tapani.  [Sea safeguarding our country]. Jyväskylä: K. J. Gummerus Osakeyhtiö. 1983. ISBN 951-99487-0-8 （芬兰语）.